# 日本竹扁谷盗
日本竹扁谷盗（学名：Nipponophloeus dorcoides）是鞘翅目扁谷盗科日本扁谷盗属中的一种昆虫，分布于中国广东、俄罗斯远东地区和日本。

## 形态
雄性日本竹扁谷盗体长约2.4毫米，明显扁平。体色浅褐，前胸背板侧缘、鞘翅侧缘及足部颜色较浅。头部横宽，略窄于前胸，在复眼后明显缢缩。触角11节，长度超过体长的一半。鞘翅完整，末端圆钝，具有金色短刚毛。前胸背板近倒梯形，侧缘弱弯曲，具有细齿。前足基节窝近圆形，向后开放较窄。中胸腹板横宽，覆盖稀疏短刚毛。中后胸腹板在中足基节之间相接。